# A Year Without Rain Tour
Az A Year Without Rain Tour az amerikai együttes, a Selena Gomez & the Scene második koncertkörútja. Második albumuk, az a Year Without Rain promotálásának céljából járták körbe Észak- és Dél-Amerikát, illetve egy európai koncertjet is adtak.

## Háttér
Az előző koncertsorozat keretében az Egyesült Államokban lépett fel az együttes. A körút a kritikusoktól és a közönségtől egyaránt pozitív véleményeket kapott. A második stúdióalbum, az A Year Without Rain kiadása után a KIIS-FM Jingle Ball nevezetű rendezvényen is felléptek, ahogy Katy Perry, Bruno Mars és Enrique Iglesias is. Selena jelezte, milyen izgatott, és hogy egy nagy koncertsorozatot tervez 2011-re. Az első, szeptember 20-as londoni fellépésüket honlapjukon jelentették be.

## Dallista

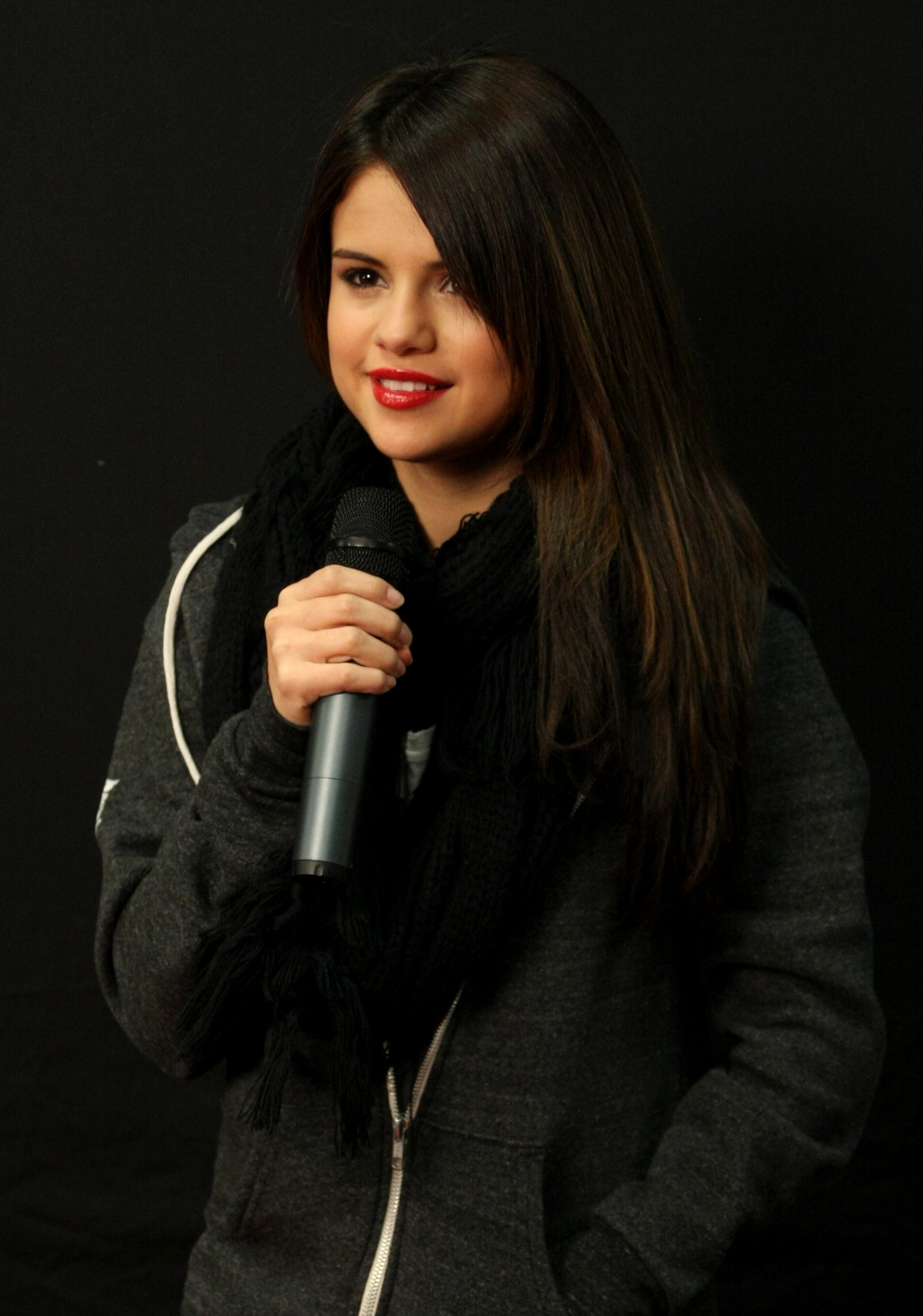
Selena Gomez a Jingle Ball nevezetű rendezvényen.

## Nyitó előadók
- Allstar Weekend
- Days Difference (Dixon)
- Christina Grimmie

## Turné állomások
| Európa             |               |                    |                                    |
| 2010. október 20.  | London        | Egyesült Királyság | HMV Hammersmith Apollo             |
| Észak-Amerika      |               |                    |                                    |
| 2010. október 23.  | Las Vegas     | Egyesült Államok   | Theatre for the Performing Arts    |
| 2010. október 24.  | Phoenix       | Egyesült Államok   | Arizona Veterans Memorial Coliseum |
| 2010. november 6.  | Columbus      | Egyesült Államok   | Celeste Center                     |
| 2010. november 26. | Grand Prairie | Egyesült Államok   | Verizon Theater at Grand Prairie   |
| 2010. november 27. | Tulsa         | Egyesült Államok   | Brady Theater                      |
| 2010. december 5.  | Los Angeles   | Egyesült Államok   | Nokia Theatre L.A. Live            |
| 2010. december 6.  | Minneapolis   | Egyesült Államok   | Target Center                      |
| 2010. december 8.  | Camden        | Egyesült Államok   | Susquehanna Bank Center            |
| 2010. december 9.  | Lowell        | Egyesült Államok   | Tsongas Center                     |
| 2010. december 10. | New York      | Egyesült Államok   | Madison Square Garden              |
| 2011. január 23.   | San Juan      | Puerto Rico        | José Miguel Agrelot Coliseum       |
| Dél-Amerika        |               |                    |                                    |
| 2011. február 2.   | Santiago      | Chile              | Movistar Arena                     |
| 2011. február 4.   | Buenos Aires  | Argentína          | Sede Jorge Newberry                |
| Észak-Amerika      |               |                    |                                    |
| 2011. március 5.   | Hidalgo       | Egyesült Államok   | State Farm Arena                   |
| 2011. március 6.   | Houston       | Egyesült Államok   | Reliant Stadium                    |
| 2011. március 20.  | Los Angeles   | Egyesült Államok   | Gibson Amphitheatre                |
| 2011. május 7.     | Dixon         | Egyesült Államok   | Dixon Fairground Grandstand        |
| 2011. május 14.    | Los Angeles   | Egyesült Államok   | Staples Center                     |

## Fordítás
Ez a szócikk részben vagy egészben  az   A Year Without Rain Tour című angol Wikipédia-szócikk fordításán alapul.  Az eredeti cikk szerkesztőit annak laptörténete sorolja fel. Ez a jelzés csupán a megfogalmazás eredetét és a szerzői jogokat jelzi, nem szolgál a cikkben szereplő információk forrásmegjelöléseként.